# أليان غازبوز
أليان غازبوز Alain Gaspoz، من مواليد 16 مايو 1970، لاعب كرة قدم بنيني.
و قد كان يلعب مع نادي أراوا السويسري في عام 2004، وهو يلعب حاليا مع نادي سيون السويسري.
و هو يلعب مع منتخب بنين لكرة القدم.

## روابط خارجية
- أليان غازبوز على موقع قاعدة بيانات كرة القدم.إي يو (الإنجليزية)
- أليان غازبوز على موقع ناشيونال فوتبول تيمز (الإنجليزية)
- أليان غازبوز على موقع Soccerway.com (الإنجليزية)
- أليان غازبوز على موقع عالم كرة القدم.نت (الإنجليزية)
- أليان غازبوز على موقع كووورة